# Farina de galeta

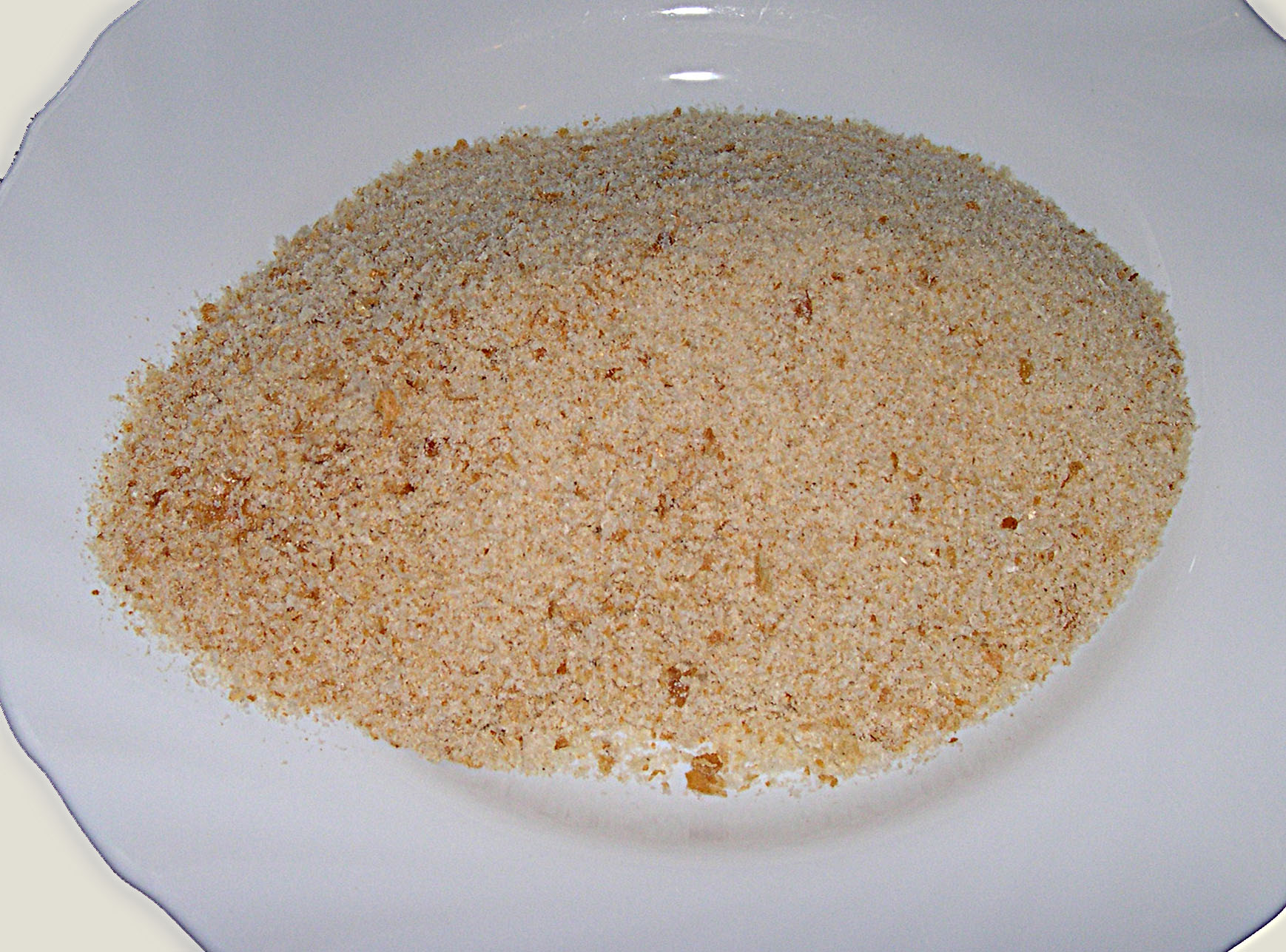
Farina de galeta en un plat

La farina de galeta, pa ratllat o galeta picada és pa dur (tradicionalment sec de diversos dies) que ha estat finament picat mitjançant un ratllador. La seva textura farinosa s'empra en l'elaboració de diferents plats i aliments en forma d'arrebossats o gratinats amb la intenció de proporcionar una crosta dura en fregir-los. Alguns exemples: les croquetes, els Wiener schnitzel, les milaneses. En altres ocasions es fa servir com a medi aglutinant i d'aquesta manera es pot afegir a la massa càrnia de les mandonguilles o per a donar consistència a salses.

## Característiques
Es tracta d'un mètode casolà s'utilitza el pa endarrerit, encara que es pot assecar al forn si es vol: 100 °C durant mitja hora. És més freqüent trobar que la farina de galeta s'obté de pa blanc, perquè aquest és més susceptible d'endurir-se. La farina de galeta es pot conservar en un lloc sec durant uns quants mesos. A vegades es fa farina de galeta de pa fresc sotmès al forn durant uns minuts perquè així s'elimini tota la resta d'humitat.
Podem trobar-lo comercialitzat a fleques i supermercats, i també s'elabora de les restes endarrerits o dels articles no venuts. La farina de galeta comercial pot portar també altres ingredients, com ara midó de blat de moro i emulgents diversos, espessidors, antioxidants i gasificants (hidrogencarbonat de sodi i difosfat disòdic). Es pot trobar també aromatitzat amb certs ingredients (com ara l'all), espècies (com el julivert finament picat), sal, etc. perquè en aplicar-lo als aliments hi doni un millor gust.